# Berendsen
Berendsen er et nederlandsk og dansk efternavn.
Kendte personer med dette efternavn omfatter:
- Daniel Berendsen (født 1964), amerikansk producent og manuskriptforfatter
- Ivar Berendsen (1865–1939), dansk toldinspektør og politiker
- Sophus Berendsen (1829–1884), dansk grundlægger af virksomheden Berendsen
- Til Gardeniers-Berendsen (1925–2019), nederlandsk politiker
- Tom Berendsen (født 1983), nederlandsk politiker